# Whistler (Colombie-Britannique)
Pour les articles homonymes, voir Whistler.

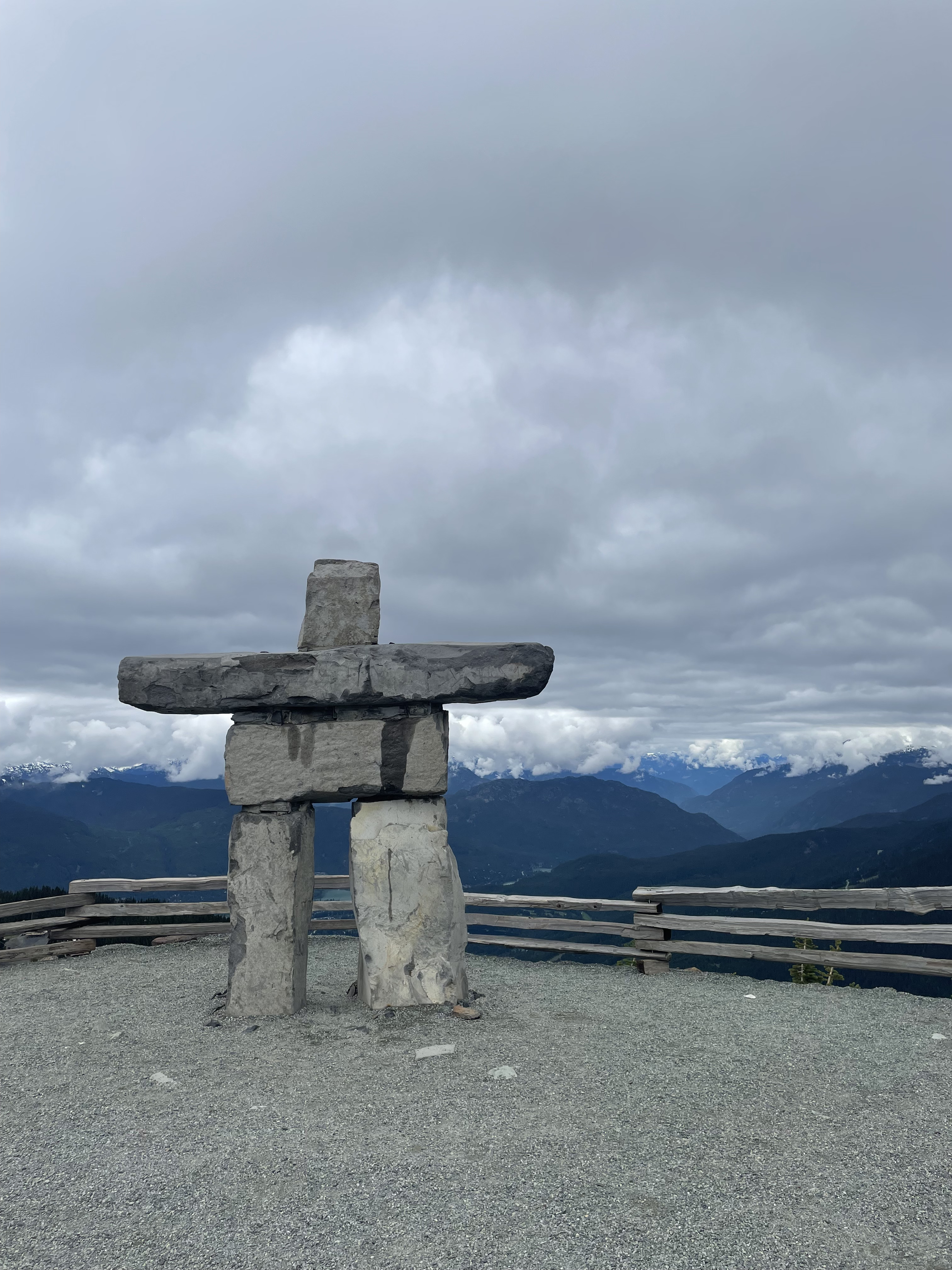
La vue du sommet du mont Whistler

Whistler est une municipalité de villégiature (resort municipality) de Colombie-Britannique au Canada située dans le massif montagneux de la Chaîne Côtière (en anglais : Coast Mountains) et qui abrite la station de sports d'hiver renommée de Whistler Blackcomb. Elle est distante de 120 kilomètres au nord de Vancouver par l'autoroute provinciale 99, connue sous le surnom de Sea to sky highway, qui longe la côte pacifique et la rive est de la baie Howe.
Whistler a accueilli en partie les Jeux olympiques d'hiver et les Jeux paralympiques d'hiver en 2010.

## Toponyme

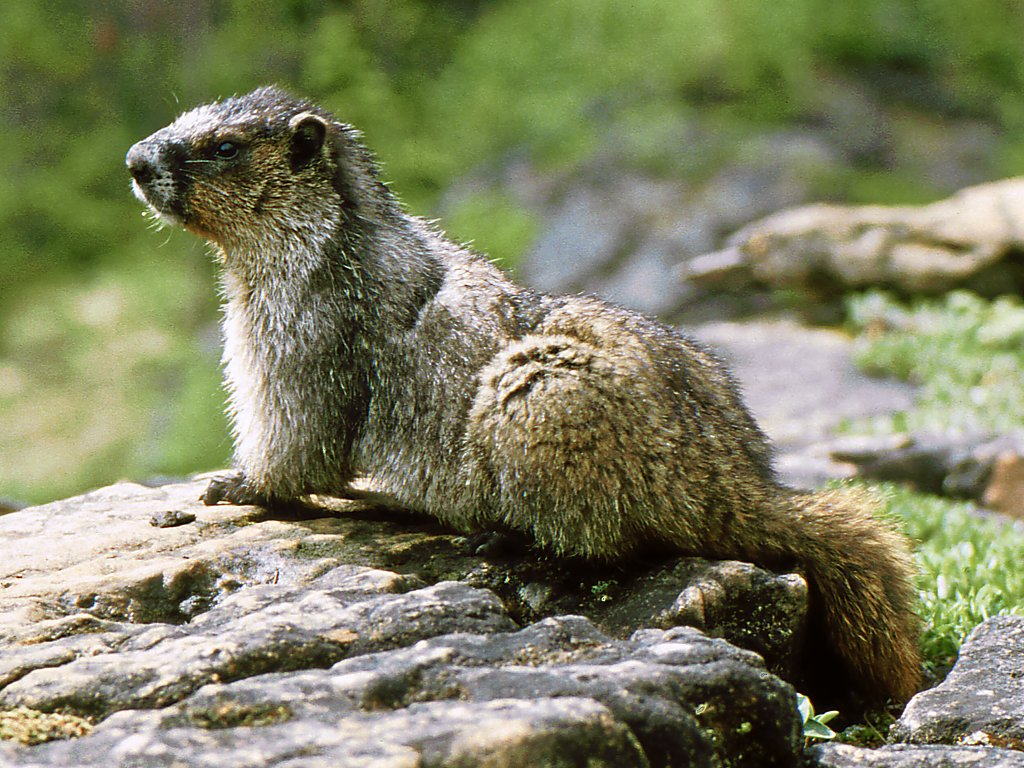
La marmotte des Rocheuses, surnommée whistler, a donné son nom à la ville

Lors de sa fondation, la ville a d'abord été appelée Alta Lake, en référence au lac Summit (Summit Lake) qui était le plus haut des lacs de la région.
Le nom « Whistler » était utilisé populairement au début du XXe siècle pour désigner la montagne dont le nom officiel était London Mountain, en référence à la marmotte des Rocheuses qui est surnommée whistler à cause de ses sifflements (le mot anglais whistler signifie « siffleur » ; à comparer au surnom québécois de la marmotte, siffleux).
Par extension, Alta Lake était fréquemment appelé Whistler et ce nom lui a finalement été attribué officiellement en 1965.

## Démographie
| 2001  | 2006  | 2011  | 2016   |
| ----- | ----- | ----- | ------ |
| 8 896 | 9 248 | 9 824 | 11 746 |

## Climat
| Mois                                  | jan.       | fév.       | mars       | avril     | mai       | juin      | jui.      | août    | sep.      | oct.       | nov.       | déc.       | année            |
| ------------------------------------- | ---------- | ---------- | ---------- | --------- | --------- | --------- | --------- | ------- | --------- | ---------- | ---------- | ---------- | ---------------- |
| Température minimale moyenne (°C)     | −4,9       | −4,2       | −2,3       | 0,3       | 3,8       | 7,2       | 9,2       | 8,9     | 5,6       | 2          | −1,8       | −5,4       | 1,5              |
| Température moyenne (°C)              | −2,1       | −0,5       | 2,4        | 6,1       | 10,1      | 13,6      | 16,4      | 16,5    | 12,7      | 6,7        | 0,9        | −2,8       | 6,7              |
| Température maximale moyenne (°C)     | 0,6        | 3,2        | 7,2        | 11,8      | 16,4      | 19,9      | 23,6      | 24      | 19,8      | 11,2       | 3,5        | −0,2       | 11,7             |
| Record de froid (°C) date du record   | −28,2 1979 | −24,1 1986 | −18,5 1991 | −7,7 1982 | −3,4 1978 | −0,7 1988 | 0,3 1985  | 0 1992  | −3,2 1983 | −14,2 1984 | −24,3 1985 | −29,2 1978 | −29,2 30/12/1978 |
| Record de chaleur (°C) date du record | 8,9 1977   | 14,3 1992  | 19,6 1994  | 27,8 1977 | 35,6 1983 | 35,3 2006 | 38,8 2006 | 38 2004 | 35 1988   | 26,8 2003  | 13,6 1986  | 9,8 2005   | 38,8 21/7/2006   |
| Ensoleillement (h)                    | 40,3       | 78,4       | 123,2      | 162,4     | 207,3     | 204,9     | 250,6     | 241,4   | 194       | 109        | 41,8       | 30,4       | 1 683,8          |
| Précipitations (mm)                   | 176        | 104,6      | 97,6       | 75,9      | 66,7      | 58,9      | 44,7      | 47,5    | 54,9      | 154,6      | 192,1      | 154,1      | 1 227,7          |
| dont neige (cm)                       | 103        | 64,2       | 47,4       | 15,8      | 1         | 0         | 0         | 0       | 0         | 7,6        | 65,7       | 114        | 418,7            |
| Nombre de jours avec précipitations   | 18,9       | 14,9       | 16,9       | 16,2      | 15        | 13,8      | 10        | 9,2     | 10        | 17,3       | 19,6       | 18         | 179,7            |
| Humidité relative (%)                 | 85,8       | 75,1       | 66,3       | 57,8      | 52,5      | 52,9      | 47,9      | 47,5    | 52,4      | 70,3       | 85,8       | 87,1       | 65,1             |
| Nombre de jours avec neige            | 13,7       | 10,1       | 9,2        | 4,4       | 0,5       | 0         | 0         | 0       | 0         | 1,4        | 9,7        | 14,6       | 63,5             |

| Diagramme climatique                                  |              |             |             |             |             |             |           |             |            |              |               |
| J                                                     | F            | M           | A           | M           | J           | J           | A         | S           | O          | N            | D             |
| 0,6−4,9176                                            | 3,2−4,2104,6 | 7,2−2,397,6 | 11,80,375,9 | 16,43,866,7 | 19,97,258,9 | 23,69,244,7 | 248,947,5 | 19,85,654,9 | 11,22154,6 | 3,5−1,8192,1 | −0,2−5,4154,1 |
| Moyennes : • Temp. maxi et mini °C • Précipitation mm |              |             |             |             |             |             |           |             |            |              |               |

## Histoire
Whistler est située dans le territoire traditionnel des Indiens Squamish et Lil'Wat qui font partie des peuples salish de la côte.
C'est dans les années 1880 que les premiers trappeurs ont commencé à habiter la région, notamment un certain John Millar, d'origine texane, qui y possédait une cabane. John Millar invita Alex Philip et son épouse Myrtle, originaire de l'État du Maine aux États-Unis, à venir visiter la région pour en apprécier le caractère sauvage et majestueux. Émerveillé par cette découverte, le couple décide d'acheter un terrain en 1913 afin d'y construire un petit hôtel, le Rainbow Lodge, pour y accueillir les amateurs de pêche.
Le lieu s'appelait alors Alta Lake. Le chemin de fer fut prolongé depuis Vancouver jusqu'à Alta Lake et la ville s'est rapidement développée autour de l'hôtel. La ville devint une destination recherchée pour les loisirs d'été.
Dans les années 1960, des hommes d'affaires de Vancouver recherchaient un site pour accueillir les Jeux olympiques d'hiver. Leur choix se porta sur Alta Lake dont on changea le nom en Whistler en 1965. Les Jeux olympiques ne furent pas accordés à la région à cette époque, mais les sports d'hiver ont commencé à se développer.
En 1998, Vancouver, en partenariat avec Whistler, a proposé sa candidature pour les Jeux olympiques d’hiver de 2010. Cette candidature a été acceptée le 2 juillet 2003.

## Domaine skiable
Reconnu pour être le plus grand domaine skiable en Amérique (élu piste numéro 1 par la revue Ski Magazine), Whistler-Blackcomb aurait, pour certains amateurs de ski[Lesquels ?], des pentes supérieures à celles de la Suisse, de l'Autriche, de l'Italie ou de la France, en particulier grâce aux quantités impressionnantes de neige qu'il y tombe chaque année. Ce domaine skiable comprend deux montagnes : la Whistler Moutain (altitude : 2182 m) et le Blackcomb Peak (altitude : 2440 m). 
Le domaine skiable est desservi par un système de 37 remontées mécaniques de dernière technologie (3 télécabines, 19 télésièges, 16 téléskis). Le point culminant du domaine à 2240 m offre un dénivelé de plus de 1500 m pour rejoindre le village. Il est possible de skier en été sur le glacier de Blackcomb.

## Lacs

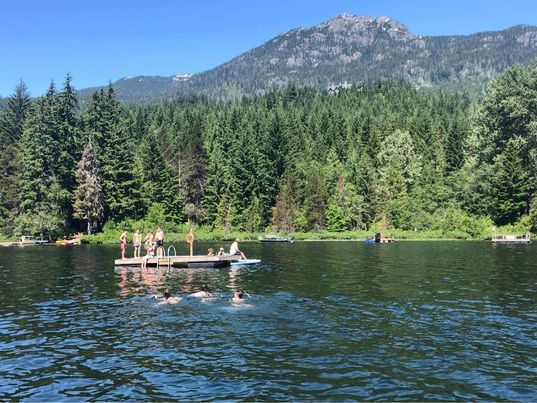
Lost Lake en été

- Alpha Lake
- Nita Lake
- Alta Lake
- Lost Lake
- Green Lake[7]

## Autres activités de loisir

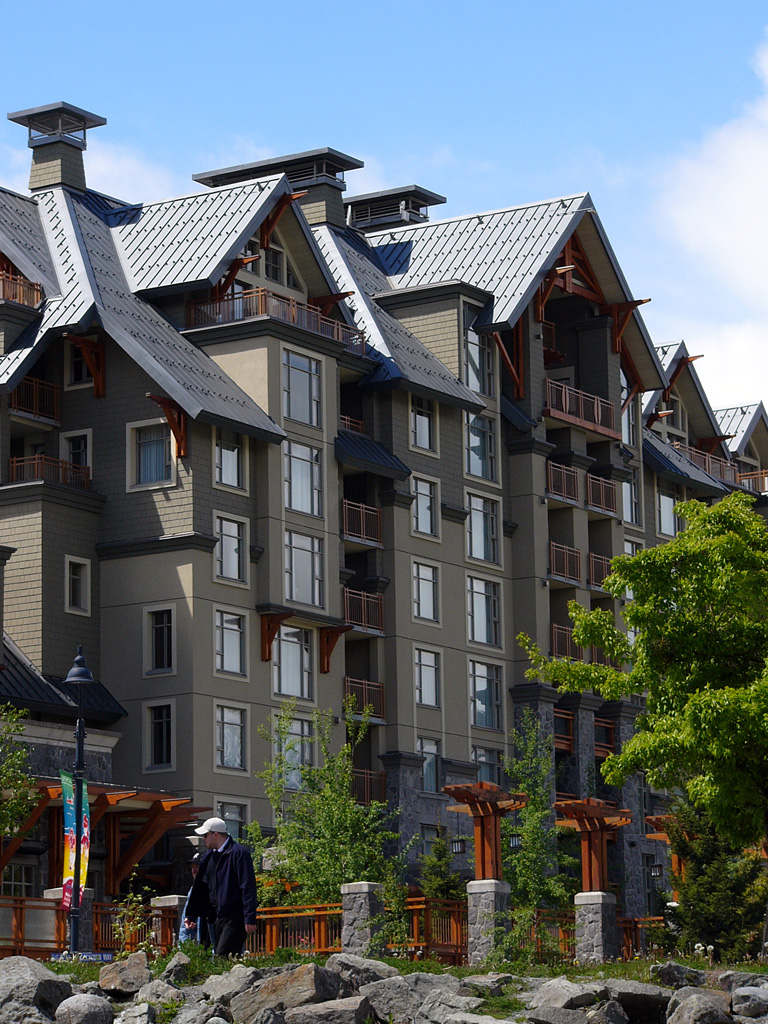
Whistler

Outre les activités de sports d'hiver, la station propose de nombreuses autres activités en été comme en hiver, notamment randonnée pédestre, VTT (la station est appelée capitale mondiale du VTT freeride), golf, baignade, traîneau à chiens, motoneige et pêche.
Cette petite municipalité qui est vite devenue l'éden des skieurs américains est également devenue l'une des plus animées de la province, voire du Canada et de l'Amérique du Nord. Parmi les habitants célèbres de Whistler, figure Ross Rebagliati, le premier champion olympique de snowboard à Nagano en 1998.
La station a inauguré en décembre 2008 une télécabine, nommée "Peak 2 Peak", de type 3S construit par Doppelmayr reliant les deux sommets du domaine (Whistler Mountain et Blackcomb Mountain). Cette remontée est la plus longue du monde (4,4 km) ainsi que la plus longue portion démunie de support (3.024 km). Sur les 28 cabines, 2 cabines sont équipées de fonds vitrés permettant d'observer le village de Whistler puisque la cabine en milieu de ligne culmine à 436 m par rapport au sol.

## Personnalités
La famille royale britannique passe régulièrement ses vacances de Noël dans la station.

## Jeux olympiques d'hiver de 2010
Plusieurs sites de Whistler ont été utilisés pour accueillir des compétitions des Jeux olympiques d'hiver de 2010.
Centre des sports de glisse de Whistler (Whistler Sliding Centre)
- Épreuves : bobsleigh, luge, skeleton
- Situation : Blackcomb Mountain
- Capacité : 12 000 spectateurs
- Dénivelé : de 935 m (en haut) à 785 m (en bas)
- La structure a été terminée en 2007, la mise en glace a eu lieu en janvier 2008

Site de compétition nordique de Whistler (Whistler Creekside)
- Épreuves : ski alpin (y compris pour les jeux paralympiques)
- Capacité : 7 600 spectateurs (6 000 pour les jeux paralympiques)
- Altitude : 810 m (aire d'arrivée)

Whistler Olympic Park
- Épreuves : biathlon (y compris paralympiques), ski de fond (y compris paralympiques), combiné nordique, saut à ski
- Situation : Callaghan Valley
- Capacité : 12 000 spectateurs dans chacun des trois stades provisoires (6 000 pour les jeux paralympiques)

## Activités culturelles et artistiques
- Le Maurice Young Millennium Place est un centre artistique et culturel situé à Whistler.
- Le centre culturel Squamish et Lil’wat (Squamish Lil'wat Cultural Centre) de Whistler, inauguré durant l'été 2008, présente l’histoire des peuples amérindiens de la région Squamish et Lil'wat (autre graphie : Sḵwxwú7mesh et Lílwat7úl) depuis leur passé lointain jusqu’à la période contemporaine. L'architecture du centre évoque la forme des maisons longues (longhouses) traditionnelles des Squamish ainsi que celle des itsken (abris dont le plancher est creusé dans le sol, en anglais pit-house) des Lil'Wat. Le bâtiment sur trois niveaux, installé au cœur d'un terrain boisé de 1,76 hectare, est ancré par des poutres massives en bois de pin Douglas, tandis que de grandes baies vitrées donnent accès aux paysages montagneux spectaculaires de la région.
- Le Festival du film de Whistler (Whistler Film Festival) a été créé en 2004, il a lieu tous les ans et privilégie l'innovation artistique et les nouvelles technologies.